# On Parole
On Parole – album studyjny brytyjskiego zespołu rockowego Motörhead.
Utwory zostały zarejestrowane we wrześniu i grudniu 1975 oraz w lutym 1976 roku w Rockfield Studios w Monmouth w Walii. Album, w założeniu debiutancki dla Motörhead, został odrzucony przez wytwórnię United Artists, która wróżyła mu komercyjne niepowodzenie. Ostatecznie materiał trafił do sprzedaży 8 grudnia 1979 roku.

## Lista utworów
Opracowano na podstawie materiału źródłowego.
| Nr | Tytuł utworu                            | Autorzy                                      | Długość |
| -- | --------------------------------------- | -------------------------------------------- | ------- |
| 1. | „Motorhead” (cover Hawkwind)            | Kilmister                                    | 02:49   |
| 2. | „On Parole”                             | Larry Wallis                                 | 05:37   |
| 3. | „Vibrator”                              | Wallis, Des Brown                            | 02:52   |
| 4. | „Iron Horse / Born to Lose”             | Phil Taylor, Mick Brown, Guy Lawrence        | 05:14   |
| 5. | „City Kids” (cover Pink Fairies)        | Wallis, Duncan Sanderson                     | 03:43   |
| 6. | „Fools”                                 | Wallis, D. Brown                             | 05:35   |
| 7. | „The Watcher” (cover Hawkwind)          | Kilmister                                    | 04:46   |
| 8. | „Leaving Here” (cover Eddiego Hollanda) | Lamont Dozier, Brian Holland, Edward Holland | 02:53   |
| 9. | „Lost Johnny” (cover Hawkwind)          | Kilmister, Mick Farren                       | 03:30   |
|    |                                         |                                              | 36:59   |

## Twórcy
Opracowano na podstawie materiału źródłowego.
| Zespół Motörhead w składzie - Lemmy Kilmister – gitara basowa, wokal - Larry Wallis – gitara, wokal - Phil Taylor – perkusja - Lucas Fox – perkusja w utworze „Lost Johnny” |  | Inni - Denis "BilBo" Blackham, Geoff Pesche – mastering - George Bodnar – zdjęcia - Fritz Fryer – produkcja muzyczna |